# الرحلة رقم 228 التابعة لخطوط جنوب إفريقيا
كانت رحلة رقم 228 التابعة لشركة الخطوط الجوية الجنوب أفريقية رحلة مجدولة من جوهانسبرغ ، جنوب أفريقيا، إلى لندن ، إنجلترا. كانت طائرة بوينج 707-300C التي كانت تقوم بهذه الرحلة، والتي لم يكن عمرها يزيد عن ستة أسابيع، قد سقطت على الأرض بعد وقت قصير من إقلاعها بعد توقف مقرر في وندوك ، جنوب غرب أفريقيا ( ناميبيا الحالية) في 20 أبريل 1968.  نجا خمسة ركاب، فيما توفي 123 شخصا. وقد خلص التحقيق اللاحق إلى أن الحادث كان يعود إلى حد كبير إلى خطأ الطيار ؛ كما اعترفت الشركة المصنعة لاحقًا بعدم وجود نظام تحذير من الاقتراب من الأرض في طائرتها. يعد هذا الحادث أخطر حادث طيران حتى الآن في ناميبيا . 

## خلفية الحدث

#### الطائرة
كانت الطائرة المعنية، والتي تم تصنيعها في عام 1968، من طراز بوينج 707-344C مسجلة باسم ZS-EUW برقم تسلسلي 19705. خلال ستة أسابيع من الخدمة، سجلت الطائرة 238 ساعة طيران.  

#### الطاقم
وكان قائد الطائرة هو الكابتن إريك راي سميث (49)، مع الضابط الأول جون بيتر هوليداي (34)، وضابط الإغاثة الأول ريتشارد فولارتون أرمسترونج (26)، والملاح الجوي هاري تشارلز هاو (44)، ومهندس الطيران فيليب أندرو مينار (50).

#### مسار الرحلة
وكان مسار الرحلة من مطار جان سموتس الدولي في جوهانسبرغ إلى مطار هيثرو عبر ويندهوك ولواندا ولاس بالماس وفرانكفورت . كانت المرحلة الأولى من الرحلة من جوهانسبرج إلى مطار جي جي سترايدوم ، ويندهوك، جنوب غرب أفريقيا، خالية من الأحداث. صعد 46 راكبًا إضافيًا على متن السفينة في وندوك، وتم تفريغ وتحميل بعض البضائع الجوية.  وأقلعت الطائرة من وندوك على المدرج رقم 08 في الساعة 18:49 بتوقيت جرينتش (20:49 بالتوقيت المحلي). كانت ليلة مظلمة بلا قمر، مع وجود القليل من الأضواء، إن وجدت، على الأرض في الصحراء المفتوحة شرق المدرج؛ انطلقت الطائرة إلى ما وصفه التقرير الرسمي بأنه "ثقب أسود".  ارتفعت الطائرة في البداية إلى ارتفاع 650 قدم (198 م) فوق مستوى سطح الأرض، ثم استقر بعد 30 ثانية وبدأ في النزول.

#### الحادث
بعد خمسين ثانية من الإقلاع، هبطت الطائرة على الأرض في وضع الطيران بسرعة تقارب 271 عقدة (502 كم/س؛ 312 ميل/س) . وأحدثت المحركات الأربعة، التي كانت أول أجزاء الطائرة تلامس الأرض، أربعة خدوش في التربة قبل أن تصطدم بقية أجزاء الطائرة بالأرض وتتحطم. اندلعت حريقان على الفور عندما اشتعلت خزانات وقود الطائرة. على الرغم من أن موقع التحطم كان على 5,327 متر (17,477 قدم)على بعد من نهاية المدرج، استغرقت خدمات الطوارئ 40 دقيقة للوصول إلى مكان الحادث بسبب التضاريس الوعرة. نجا في البداية تسعة ركاب كانوا يجلسون في القسم الأمامي من جسم الطائرة، ولكن اثنين منهم ماتا بعد الحادث بفترة وجيزة، واثنين آخرين بعد بضعة أيام، ليصل إجمالي عدد القتلى إلى 123 راكبًا وطاقمًا. 

## التحقيق
كان التحقيق معقدًا بسبب حقيقة أن الطائرة لم تكن تحتوي على مسجل بيانات الرحلة أو مسجل صوت قمرة القيادة ؛  أصبحت الأجهزة إلزامية اعتبارًا من 1 يناير 1968، ولكن عدم قدرة شركة الطيران على توفير مسجلات الصوت يعني أن العديد من طائرات الخطوط الجوية الجنوب أفريقية، بما في ذلك ZS-EUW، لم يتم تركيب المعدات عليها بعد.  كان لدى الكابتن سميث 4608 ساعة طيران على متن طائرة بوينج 707، لكنه أمضى ساعة واحدة فقط (كانت في التدريب) على الطراز الجديد 344C.  خلص التحقيق الرسمي إلى أن الطائرة ومحركاتها الأربعة كانت في حالة عمل جيدة - وكان الخطأ الرئيسي يقع على عاتق القبطان والضابط الأول ، حيث "فشلوا في الحفاظ على سرعة جوية آمنة وارتفاع صعود إيجابي من خلال عدم مراقبة أجهزة الطيران أثناء الإقلاع"؛ ولم يُنسب أي لوم إلى الطيار الثالث، الذي كانت مسؤوليته مراقبة الراديو، والذي لم يتمكن من مراقبة أجهزة الطيران من موقعه في قمرة القيادة .  العوامل الثانوية التي ربما ساهمت في وقوع الحادث تشمل:
- فقدان الوعي الظرفي
- لم يكن لدى الطاقم أي مرجع بصري في الظلام، مما أدى إلى فقدان الاتجاه المكاني .
- استخدم الطاقم تسلسل سحب اللوحات من سلسلة 707-B والذي أزال اللوحات بزيادات أكبر من المرغوب فيها لتلك المرحلة من الرحلة، مما أدى إلى فقدان الرفع عند 600 قدم (180 م) فوق مستوى سطح الأرض.
- ارتباك مؤقت من جانب الطيارين عند قراءة مؤشر السرعة العمودية ، والذي كان مختلفًا عن سلسلة A وB للطائرات التي اعتادوا عليها.
- كان من الصعب على الطيارين قراءة مقياس الارتفاع الأسطواني المثبت على الطائرة؛ [8] [9] ربما أخطأ الطاقم في قراءة ارتفاعهم بمقدار 1,000 قدم (305 م) .
- تشتيت انتباه طاقم الطائرة نتيجة اصطدام طائر أو حدث بسيط آخر.

بعد التحقيق في هذا الحادث، فضلاً عن عدد من الحوادث الأخرى التي شملت أيضًا الطيران المتحكم به في التضاريس ، قررت إدارة الطيران الفيدرالية أن نظام تحذير الاقتراب من الأرض كان من شأنه أن يساعد في منع بعض الحوادث. وبناءً على ذلك، تم تقديم لوائح جديدة اعتبارًا من فبراير 1972 تتطلب تزويد جميع الطائرات النفاثة التوربينية بالنظام.